# 2022 en informatique
| Années de l'informatique : 2019 - 2020 - 2021 - 2022 - 2023 - 2024 - 2025    |
| Décennies de l'informatique : 1990 - 2000 - 2010 - 2020 - 2030 - 2040 - 2050 |

Cet article présente les faits marquants de l'année 2022 en informatique.

## Prix et récompenses
- Prix Turing : Robert Metcalfe - Pour l'invention, la normalisation et la commercialisation d'Ethernet.

## Normes
- 1er janvier 2022 : passage à la norme PC/SC pour les terminaux SESAM-Vitale[1].

## Logiciel

### Système d'exploitation
- Janvier 2022 : sortie de Linux Mint version 20.3[2]
- Windows Server 2022, système d'exploitation Microsoft pour serveurs informatique[3]
- Juin 2022 : version stable de Windows 11 pour postes de travail[4].

## Matériel
- 12e génération de processeurs Intel Core[5]